# それゆけ!!63エンジェル!!
『それゆけ!!63エンジェル!!』は、六本木のショークラブ「63ANGEL」（旧バーレスク東京）で活躍するショーダンサーROKUSAN ANGELの冠番組。MCはカンニング竹山、オアシズ大久保佳代子、演出は「とんねるずのみなさんのおかげでした」のマッコイ斉藤が担当。TOKYO MXで放送されていた30分間の番組。キャッチコピーは、「あの頃のド深夜バラエティーが帰ってきた」「木曜の夜から踊らないと後悔するよ」。毎週金曜日 1:30 - 2:00（木曜深夜、JST）。

## 概要
2024年7月4日(木)深夜25時30分から12月26日までTOKYO MXにて放送されていたそれゆけ!!63エンジェル!!」。番組タイトルの由来は、六本木三丁目に天使が降臨する六本木のショークラブ「ROKUSAN ANGEL（口クサンエンジェル）」から来ている。
ROKUSAN ANGELでダンサーを務める27名の女の子らがバラエティ番組に初挑戦。MCのカンニング竹山、オアシズ大久保佳代子が見守る中、笑いありセクシーありの様々な企画にチャレンジする。

## 出演者

### MC
- カンニング竹山（1回 - 26回）
- オアシズ大久保佳代子（1回 - 26回）

### レギュラー
- ROKUSAN ANGEL
- MCクロト　※キャッチコピーは「清水宏次朗顔」

## 放送リスト
| #  | 放送日         | 番組内容 | ゲスト                                                              |
| -- | -------------- | --- | ------------------------------------------------------------------- |
| 1  | 2024年7月4日   | MCのお題に全力で応えてバラエティ能力を認められたら1軍合格（前半）                                              | -                                                                   |
| 2  | 2024年7月11日  | MCのお題に全力で応えてバラエティ能力を認められたら1軍合格（後半）                                              | -                                                                   |
| 3  | 2024年7月18日  | 実話エンジェル～とんでもない秘密をカミングアウト（前半）                                                       | 木下隆行（TKO）                                                     |
| 4  | 2024年7月25日  | 実話エンジェル～とんでもない秘密をカミングアウト（後半）                                                       | 木下隆行（TKO）                                                     |
| 5  | 2024年8月1日   | ANGEL号泣物語「親孝行テレフォン」                                                                              | 山本圭壱（極楽とんぼ）                                              |
| 6  | 2024年8月8日   | 怒りをぶちまけろ！口バイク選手権                                                                               | 佐田正樹（バッドボーイズ）※竹山の代理MC、井戸田潤（スピードワゴン） |
| 7  | 2024年8月15日  | エンジェル達が王道バラエティに挑戦！                                                                           | 井戸田潤（スピードワゴン）※竹山の代理MC                             |
| 8  | 2024年8月22日  | 夏の大久保歌謡祭                                                                                               | 井戸田潤（スピードワゴン）※竹山の代理MC                             |
| 9  | 2024年8月29日  | 世界セクシー重量挙げ選手権2024（前半）                                                                         | 清野茂樹（実況担当）、KONAN（解説担当）                             |
| 10 | 2024年9月5日   | 世界セクシー重量挙げ選手権2024（後半）                                                                         | 清野茂樹（実況担当）、KONAN（解説担当）                             |
| 11 | 2024年9月12日  | 初代リーダーの所信表明＆メンバーにダメ出し連発                                                                 | 木下隆行（TKO）                                                     |
| 12 | 2024年9月19日  | 第1回 私を泣かせて… 沢田知可子選手権                                                                           | -                                                                   |
| 13 | 2024年9月26日  | 秋のキス祭り！やちゅー拳💋                                                                                     | -                                                                   |
| 14 | 2024年10月3日  | ため込んだ怒りを発散！口バイク選手権 ニュース63                                                                | 鈴木紗理奈、武田真治                                                |
| 15 | 2024年10月10日 | フェスでバックダンサーさせて！氣志團・綾小路翔に突撃 ゲストが大喧嘩勃発からのドッキリ                          | 綾小路翔（氣志團）、鈴木紗理奈、武田真治                            |
| 16 | 2024年10月17日 | 私にハマって♡ ANGELグルメ                                                                                      | RED RICE（湘南乃風）、もるつオーケストラ                            |
| 17 | 2024年10月24日 | エンジェルの卵を探せ！新人オーディション（前編） 最強のエンジェルは誰だ！待ち受けジャンケン（前編）            | -                                                                   |
| 18 | 2024年10月31日 | エンジェルの卵を探せ！新人オーディション（後編） 最強のエンジェルは誰だ！待ち受けジャンケン（後編） ニュース63 | みひろ、辰巳シーナ、黒沢美怜                                        |
| 19 | 2024年11月7日  | 天使だらけの小運動会（準備体操、選手宣誓、10m競争、アメ玉三輪車競走、お弁当タイム）                            | -                                                                   |
| 20 | 2024年11月14日 | 天使だらけの小運動会（ハーフタイムショー、ポートボール、綱引き、団体リレー、閉会式）                           | -                                                                   |
| 21 | 2024年11月21日 | 山形ロックフェスの舞台裏！エンジェル密着SP                                                                     | -                                                                   |
| 22 | 2024年11月28日 | 新メンバー発表＆緊急記者会見                                                                                   | -                                                                   |
| 23 | 2024年12月5日  | 小ポートボール対抗戦（前半）                                                                                   | 市川まさみ、みひろ、黒沢美玲、松岡凛、辰巳シーナ                    |
| 24 | 2024年12月12日 | 小ポートボール対抗戦（後半）                                                                                   | 市川まさみ、みひろ、黒沢美玲、松岡凛、辰巳シーナ                    |
| 25 | 2024年12月19日 | 番組スタッフがエンジェルに告白                                                                                 | -                                                                   |
| 26 | 2024年12月26日 | 最後の大反省会                                                                                                 | 木下隆行（TKO）                                                     |

## オープニング曲
- 「ミラクルナイト」（作詞・作曲：samfree）／ #1、#3、#5、#7、#8
- 「TOKYO 2020」（A-Queen from Burlesque Tokyo）／ #2、#4、#6

## エンディング曲
- 「ODO芸」（作詞・作曲：ODOROOM）／ #1- #11、#13- #15、#17- #18、#24

## スタッフ
- ナレーション：じんぼぼんじ
- 構成：鈴木工務店
- カメラ：福岡利浩、鈴木俊也、川本修平
- 音声：松尾秀俊、高橋塁
- 照明：中田祐一
- 美術：内山高太郎
- メイク：角野遼子
- 編集：小笠原一登
- MA：大脇唯矢
- 音効：坪井翔太
- CG：アイヴリックスタジオ
- 協力：フジアール、株式会社ブルブル、ジーリングスタジオ
- ユニットマネージャー：内藤良太、真野将年、一平
- ディレクター：小林淳一
- 制作スタッフ：家次史昭、浅川広晃、邊保太一
- プロデューサー：KONAN
- 総合演出：マッコイ斉藤
- 制作協力：SHO・GUN
- 制作著作：ユメカナ株式会社

## 健全夜遊びドキュメンタリー63ANGEL!!
2025年4月からABEMAにて放送開始した後発番組。
夜の舞台で輝く 六本木のショーダンサー"63ANGEL"  彼女たちの私生活は健全なのか不健全なのか？ その疑問を明らかにする 夜遊び健全ドキュメンタリー。マッコイ斉藤が演出。